# Вербине
Ве́рбине — село в Україні, у Хорольській міській громаді Лубенського району Полтавської області. Населення становить 166 осіб. До 2020 орган місцевого самоврядування — Вишняківська сільська рада. Розташоване за 5 км від річки Хорол, за 1,5 км від села Новоіванівка.

## Історія
12 червня 2020 року, відповідно до розпорядження Кабінету Міністрів України № 721-р «Про визначення адміністративних центрів та затвердження територій територіальних громад Полтавської області», село увійшло до складу Хорольської міської громади..
19 липня 2020 року, в результаті адміністративно - територіальної реформи та ліквідації Хорольського району, село увійшло до складу новоутвореного Лубенського району.

## Політика

### Парламентські вибори, 2019
На позачергових парламентських виборах 2019 року у селі функціонувала окрема виборча дільниця № 530875, розташована у приміщенні клубу.
Результати
- зареєстрований 81 виборець, явка 75,31%, найбільше голосів віддано за «Слугу народу» — 59,02%, за Всеукраїнське об'єднання «Батьківщина» — 13,11%, за «Голос» — 9,84%.[4] В одномандатному окрузі найбільше голосів отримали Анастасія Ляшенко (Слуга народу) і Олексій Баганець (Всеукраїнське об'єднання «Батьківщина») — по 23,73%, за Костянтина Іщейкіна (самовисування) — 20,34%[5].

## Населення

### Мова
Розподіл населення за рідною мовою за даними перепису 2001 року:
| Мова       | Кількість | Відсоток |
| ---------- | --------- | -------- |
| українська | 160       | 96.39%   |
| російська  | 4         | 2.41%    |
| румунська  | 2         | 1.20%    |
| Усього     | 166       | 100%     |

## Люди
В селі народився Мисак Сергій Кузьмич (1939—2023) — український кераміст, графік, живописець.